# Вичегда
Ви́чегда (комі Эжва, досл. «Жовта річка») — річка на півночі європейської частини Росії, права і найбільша притока Північної Двіни.

## Загальні відомості
Довжина річки — 1130 км, площа басейну — 121 000 км².
Вичегда бере початок на південному окраї Тіманського кряжу в болоті Дзюр-Нюр від злиття двох струмків — Лун-Бож (з мови комі «Денний хвіст») і Вой-Вож (з мови комі «Нічний хвіст»). Вичегда поділяється на Верхню (від витоку до впадіння у р. Нем, ділянка завдовжки 346 км), Середню (від с.Усть-Нем до впадіння в р. Сисолу, довжина ділянки — 489 км) і Нижню Вичегду (від р. Вимі й до гирла, відповідно 296 км). Впадає в Північну Двіну поблизу м.Котлас. 
Адміністративно Вичегда протікає територією Республіки Комі і Архангельської області Росії. На річці розташовані столиця Комі м. Сиктивкар і промисловий і портовий центр Архангельської обл. м. Котлас.
Річкове русло — піщано-глинисте галечникове, звивисте, від 15 (Нижня Вичегда) до 680 (Верхня Вичегда) м завширшки, нестійке з перекатами (понад 120), мілинами і островами; незначний ухил (0,000162). Глибина на перекатах — до 0,5 м, на плесах — 1,5—5 м (середня глибина бл 3 м, максимальна — 10 м). 
Швидкість течії — від 0,3-0,6 м/сек (літня межа) до 1,5-1,8 м/сек (під час паводку). 
Живлення мішане, переважно снігове (до 60 %), питома вага дощового становить 15-30 %, ґрунтового — 15-35 %.
Пересічна річна витрата води за 65 км від гирла — 1160 м³/сек.

## Притоки
Вичегда приймає в свої води 1137 приток. 
Найбільші і найважливіші притоки:
- ліві: Північна Кельтма, Сисола, Нем, Локчім, Виледь, Південна Милва;
- праві: Вішера, Вимь, Яренга, Воль, Єлва.

## Географія протікання і басейну
Рельєф басейну Вичегди склався в результаті неодноразових заледенінь, особливо під час трансгресії Північного моря. Поверхня — рівнинна, середній показник висотності — 120-150 м. Річкові долини широкі (до 10 км), алювіальні долини вузькі, без терас. Басейн складений пермськими відкладеннями (глини, мергелі), камінновугільними вапняками, юрськими та крейдяними породами, перекритими четвертинними відкладеннями.
Площа басейну вкрита тайговими лісами (ялина, сосна, береза тощо), поширені болота (заболоченість сягає 18,6 %). 
У верхів'ї Вичегда місцями порожиста, нижче — широка, а в заплаві — багато стариць і озер. 
Верхів'я басейну Верхньої Вичегди являє собою горбисте плато заввишки 200—250 м. Долина — завширшки до 150—200 м, врізана на 20-40 м. 
Басейн Середньої Вичегди займає широку рівнину між Тіманським кряжем і піднесенням (височиною) Північні Ували. На верхніх ділянках протікає Керчемською долиною, розташованою між Німським і Жежимпармським (Жежипарма) піднесеннями. Нижче — широким заболоченим видолинком. 
У правій частині басейну Вичегди численні озера (Донти, Синдорське). Розвинутий карст (рр. Нем, Північна Кельтма, Вим). 
Ландшафтні і гідрологічні умови Нижньої Вичегди подібні до таких же у середній течії Вичегди, лише з переважанням озерності.

## Використання
Вичегда судноплавана на 959 км (навесні) від гирла (до с. Вольдіно) і до Усть-Кулома (693 км, у літньо-осінній сезон, обидва поселення — у Комі).
На окремих ділянках Вичегди, і особливо у притоках Північна Кельтма, Вим та ін., що є нерестовими для сьомги, поширене рибальство. 
На Вичегді розташовані міста і села Сиктивкар і Усть-Кулом (Комі), Сольвичегодськ, Яренськ,  Коряжма, Котлас (Архангельська область).